# Temporada 1997 del Campeonato de España de Rally de Tierra
La temporada 1997 fue la 16.º edición del Campeonato de España de Rally de Tierra. Comenzó en el Rally Salón del Automóvil de Vigo y terminó el 21 de noviembre en el Rally Artesa de Segre.

## Calendario
| N.º | Fecha            | Prueba                                  | Notas |
| --- | ---------------- | --------------------------------------- | ----- |
| 1   | 23-26 de junio   | 1.er Rally Salón del Automóvil de Vigo  |       |
| 2   | 7 de junio       | Rally Playas de Mazarrón - Murcia       |       |
| 3   | 27-28 de junio   | 8.º Rally de La Oliva                   |       |
| 4   | 19 de julio      | 4.º Rally Ciudad de Cuenca              |       |
| 5   | 20 de septiembre | Rally de Sigüenza "Ciudad del Doncel" 1 |       |
| 6   | 21 de septiembre | Rally de Sigüenza "Ciudad del Doncel" 2 |       |
| 7   | 1 de octubre     | Rally Kärcher Salón de Sevilla          |       |
| 8   | 22 de noviembre  | Rally RACC Artesa de Segre              |       |

## Clasificación

### Campeonato de pilotos
| Pos. | Piloto            | 1 | 2 | 4   | 4 | 5 | 6 | 7 | 8 | Puntos |
| ---- | ----------------- | - | - | --- | - | - | - | - | - | ------ |
| 1.   | Pedro Diego       |   | 1 |     | 1 | 2 | 1 | 2 |   | 146    |
| 2.   | Claudio Aldecoa   |   |   | Ret | 2 | 1 |   | 1 | 1 | 121    |
| 3.   | Carles Solé       |   |   | Ret | 5 | 3 | 2 | 5 | 3 | 113    |
| 4.   | J. A. Vidal       |   | 2 |     |   |   |   |   |   | 80     |
| 5.   | Santiago Zuloaga  | 2 |   |     | 3 |   | 4 |   |   | 79     |
| 6.   | Jordi Gómez       |   |   | 3   |   |   |   |   | 8 | 57     |
| 7.   | José María Solé   |   |   |     |   |   |   | 4 | 5 | 51     |
| 8.   | David Vilalta     |   | 5 |     |   |   |   |   | 2 | 50     |
| 9.   | Antonio Ribagorda |   | 3 |     |   |   | 5 |   |   | 48     |
| 10.  | Miquel Orriols    |   |   |     | 4 |   | 3 |   |   | 44     |
|      | José Alonso       | 1 |   |     |   | 4 |   |   |   |        |
|      | Alfredo Luzuriaga |   |   |     |   | 5 |   | 3 |   |        |
|      | Francisco Romero  |   |   | 1   |   |   |   |   |   |        |
|      | Antonio Ortega    |   |   | 2   |   |   |   |   |   |        |
|      | Manuel Muniente   | 3 |   |     |   |   |   |   |   |        |

### Campeonato de marcas
| Pos. | Marca   | Puntos |
| ---- | ------- | ------ |
| 1.   | Ford    | 364    |
| 2.   | SEAT    | 314    |
| 3.   | Peugeot | 96     |
| 4.   | Fiat    | 60     |
| 5.   | Citroën | 16     |

### Campeonato de copilotos
| Pos. | Copiloto         | Puntos |
| ---- | ---------------- | ------ |
| 1.   | Tomás Aguado     | 146    |
| 2.   | Manel Dalmases   | 113    |
| 3.   | Xavi Lorza       | 89     |
| 4.   | José Alonso G.   | 80     |
| 5.   | Francisco López  | 79     |
| 6.   | Alexandre Masip  | 57     |
| 7.   | Miguel Escamilla | 51     |
| 8.   | Manel Leal Gómez | 50     |
| 9.   | Ángel Cañaveral  | 48     |
| 10.  | José Fornell     | 44     |

### Agrupación II
| Pos. | Piloto          | Puntos |
| ---- | --------------- | ------ |
| 1.   | Carlos Solé     | 153    |
| 2.   | Jordi Gómez     | 93     |
| 3.   | José María Solé | 79     |
| 4.   | Joan Font       | 73     |
| 5.   | Joan Roca       | 71     |